# ألكسندر بوكريشكين
ألكسندر إيفانوفيتش بوكريشكين (بالروسية: Александр Иванович Покрышкин)، كان طياراً سوفيتياً وبطل الاتحاد السوفيتي ثلاث مرات (1943 و1943 و1944)، ولد في 6 مارس 1913 بنوفوسيبيرسك (الإمبراطورية الروسية) وتوفي في 13 نوفمبر 1985.
بوكريكشن، بالإضافة إلى أنه كان بطل الاتحاد السوفيتي ثلاث مرات فقد حصل أيضا على ثلاثة ميداليات من النجوم الذهبية للاتحاد السوفيتي، وأربعة ميداليات لينين، وسام ثورة أكتوبر، وأربعة ميداليات من الراية الحمراء، وهما ميدالية سوفوروف (فئة 2)، واثنين من الميداليات الصادرة عن النجم الأحمر، وعدد من الميداليات الأخرى، وميداليات من خارج الاتحاد السوفيتي، مثل ميداليات أوساف USAAF من القوات الجوية الأمريكية وهو وسام الخدمة المتميزة، وكان اسم بوكريكشن يثير الخشية لدى الطيارون الألمان في الحرب العالمية الثانية، فكانوا يرددون (أختونغ أختونغ.. بوكريكشن) وهي تعني بالألمانية: انتبه ان بوكريكشن يحلق في الأجواء أو بوكريكشن موجود.
يعتبر بوكريكشن طيار تكتيكي من الدرجة الأولى فقد أحدث أثر كبير في تكتيك سلاح الجو السوفيتي خلال الحرب العالمية الثانية، حيث أنه بمفرده تقريبا قام بتغيير التكتيكات القديمة السوفيتية التي كان يعمل بها في عام 1941، عند بدايات الحرب وكتن برتبت نقيب. فقد تحدى علنا العقيدة القتالية التي كانت قائمة وكاد ذلك التحدي يكلفه حياته فقد أتهم بالخيانة للعقيدة السوفيتية وعدم اطاعة الأوامر، بعد انتقاده علنا التكتيكات الرسمية التي كانت تؤدي حسب رأيه إلى خسائر فادحة في الأرواح والطائرات، فقام بتعليم زملائه الطيارون تكتيكات جديدة اخترعها بنفسه، وكان يطبقها في معاركه الجوية، وبعد ذلك قرر أن يحاكم عسكريا بعد أن أبلغ عنه قائد اللواء الذي يخدم فيه بوكريكشن، ولكن بسبب النجاحات الكبيرة التي حققها تكتيكه في الطيران وخاصة ان أخبار استراتيجيته في الطيران وصلت إلى القادة العسكريين في موسكو، أُلغيت محكمته ورُفعت رتبته ومُنح وسام على ذلك.

## سنواته الأولى

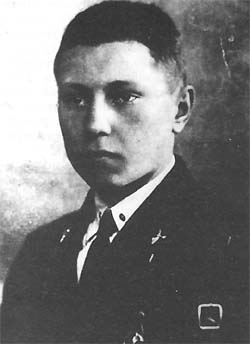
صورة تعود لعام 1930 لبوكريكشن وهو طالب في المدرسة المهنية للطيران

ولد بوكريكشن في مدينة نوفوسيبيرسك في سيبيريا، وهو ابن فلاح تحول إلى عامل المصنع. وقد نشأ في حي فقير تنتشر فيه الجريمة، وبعد وفاة والده اضطر إلى العمل ليعيل أسرته بما أنه ان أكبر أخوته، تولع بوكريكشن في الطيران عندما كان عمره 12 سنة فقد كان دائم الحضور للعروض الجوية التي كانت تقام في منطقته، وحيث كان يتمنى ان يكون طيار حسب ما قال في إحدى مذكراته. وفي عام 1928، بعد سبع سنوات من المدرسة، وجد بوكريكشن نفسه كعامل بناء. ولكن في عام 1930، على الرغم من أعتراضات والده، ترك المنزل ودخل الكلية التقنية المحلية، حيث حصل على شهادة في غضون 18 شهرا، وعمل لمدة سنة كعامل في مصنع للفولاذ والذخائر المحلية. وفي وقت لاحق، تطوعفي الجيش وأرسل إلى مدرسة الطيران. وحيث أن حلمه في الطيران أخيرا يبدو أنه يتحقق إلا أنه تم أغلاق مدرسة الطيران فجأة، وتم نقل جميع الطلاب لتدريبهم على ميكانيك الطائرات.
سعى بوكريكشن إلى التفوق وهو لا يزال كميكانيكي. وتخرج في عام 1933، وترفع بسرعة من خلال الرتب بسبب اجتهاده ونشاطه. وفي كانون الأول / ديسمبر عام 1934، أصبح أحد كبار ميكانيكي الطيران في فرقة المشاة 74 ,ومكث في تلك الصفة حتى نوفمبر 1938. وخلال ذلك الوقت بدأت ابداعاته في الاختراعات واضحة للعيان، حيث أدخل تحسينات على مدفع رشاش ساكاش (ShKAS) وأر 5 لطائرات الاستطلاع.
وأخيرا، خلال اجازته في شتاء عام 1938 أستطاع بوكريكشن أن يتحايل على السلطات وذلك بتمرير برنامج تجريبي سنوي للمدنيين في 17 يوما فقط. الأمر الذي جعله تلقائيا مؤهل للدخول في مدرسة لتعليم الطيران. وحتى من دون حقيبة التعبئة، استقل القطار إلى مدرسة لتعليم الطيران.. وتخرج مع مرتبة الشرف الأولى في عام 1939، ورتبة ملازم وبعدها تم تعيينه في الفوج 55 للمقاتلات.

## التجارب المبكرة

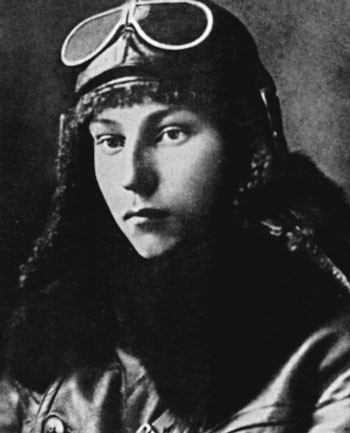
بوكريشكن عام 1940

وكانت كتيبة بوكريكشن تتمركز في مولدوفا في يونيو / حزيران 1941، على مقربة من الحدود، وكان قد قصف مطار الكتيبة في 22 يونيو 1941، في اليوم الأول من الحرب.. وكانت أول تجربة قتال جوية لبوكريكشن عندما حيث رأى طائرة في الجو من نوع انه لم يسبق أن {أي من نوعها من قبل وعرف بأنها طائرة غير سوفيتية وانما ألمانية وهاجم الطائرة التي كانت تحاول مهاجمة القاذفة السوفيتية سو2 وأسقطها وكان يقود طائرة من نوع ميج 3.واستطاع أن يحبط الهجوم ويحمي القاذفة سو2 وطيارها.،
وخلال الأسابيع الأولى من بدء الحرب أ، رأى بوكريكشن بوضوح كيف أن العقيدة القتالية السوفيتية قديمة جدا، وبدأ ببطء صياغة أفكاره في دفاتر ويكتب ملاحظاته ورؤيته بكل دقة. حيث أنه سجل بدقة كل التفاصيل من جميع التعاقدات والأشتباكات في الهواء وشارك هو وجميع اصدقائه في تحليل تفصيلي لكل حالة عند نهاية كل طلعة واشتباك جوي.
نجا بوكريكشن من الموت بأعجوبة أكثر من مرة، أولها حين تعرضت طائرته إلى إطلاق نار بشكل كثيف من أكثر من عشرة طائرات ألمانية من طراز مسرشميت وأسقط خلال تلك المعركة الجوية خمس من تلك الطائرات، إلى أن وصلته المساعدة من سرب كتيبته التي كان بعيد عنه، حيث تعرضت قمرة القيادة في طائرته إلى ووجد تهميش كبير واخترقت إحدى الطلقات إحدى سماعاته حيث كانت الطلقة بعيدة عن أذنه وراسه أقل من سنتمر واحد، ومرة أخرى عندما تعرض للهجوم وجرح بشكل طفيف وغطى الدم زجاجه الأمامي. وأيضا على الأرض عندما سقطت إحدى القنابل بين قدميه ولكنها لم تنفجر.
في عام 1941، بعد أن تم نقل وحدته إلى لكوتوفسك، كان نظام التسليح الجيد هو تزويد جميع طائرات ميج أس 3 مدفع عيار 13 ملم. والمشكلة الوحيدة مع ذلك هو ميج أس 3 كانت مسلحة مع زوج من عيار 7.62 مم (عيار 0.30) ومدافع رشاشة واحد عيار 12.7 أو 13 ملم (0.50 عيار) مدفع رشاش ثقيل. حيث تعتبر تلك الطائرة تحت المسلحة مقارنة بالطائرات الألمانية وهذا ما كان يعترض عليه بوكريكشن، حيث كان يطالب المصممون ان تكونى الطائرات خفيفة الوزن وجيدة التسليح ليسهل عملية المناورة في الجو، وفي خريف عام 1941 ،أقلع بوكريكشن على متن طائرته ال ميج أس 3 مع اثنين من الطيارين في جو ممطر حيث كان المطر متجمد ولكن الطائرتين المرافقتين لطائرة بوكريكشن تعرضتا للتدمير قبل أقلاعهمابسبب الأحوال الجوية السيئة ولكن بوكريكشن استمر في التحليق، ولكي يستطيع التمويه في الجو الماطر لكي لاتكشفه القوات الألمانية، وكانت مهمته هي تحديد موقع مجموعة فون كلايست للدبابات، والتي كانت قد توقفت أمام مدينة شاكتي (Shakhty)، وأثناء تحليقه حلق على علو منخفض، وخفف من صرفه لوقود الطائرة، لبعد المسافة، وقيل انه في النهاية وجدمجموعة فون كلايست، وحدد موقعها، وتعرضت المجموعة إلى هجوم مباغت من قبل القوات السوفيتية ودمرتها، ولإنجازه تلك المهمة بنجاح حصل بوكريكشن على وسام لينين.
في أواخر صيفعام1942 فوجه استدعي بوكريكشن من الخطوط الأمامية ليعاين نوع المقاتلة الجديدة، بيل أف 39.واقترح بوكريكشن ان يتم التدريب على الطائرات الجديدة في الخطوط الخلفية لأن التدريب في العمق، كثيرا ما كان يتصادم مع قائد الفوج الجديد لبوكريكشن، الذي لم يرض على تكتيكات بوكريكشن في الطيران وأتهم بوكريكشن بالجبن والتمرد وعصيان الأوامر وقدم قائد وفوجه بتوصية لتحويله إلى محكمة عسكرية وإلغاء عضويته من الحزب. ولكن قادته رفضوا تلك الاتهامات وألغوا القضية المرفوعة ضده وتبين أن قاد وحدته الرائد كراييف كان أحد العملاء للألمان.

## أرض كوبان
أهم المساهمات التي قدمها بوكريكشن في الحرب كانت على أرض كوبان في أوكرانيا في المنطقة الشرقية من شبه جزيرة القرم في عام 1943. فقد شهدت شبه جزيرة القرم معارك جوية ساخنة في الأشهر الأولى التي أدت إلى الاعتداء على شبه جزيرة القرم والتي كانت أراضي سوفيتية، حيث كانت كوبان المستندة إلى بعض أفواج القوات الجوية السوفيتية، فقد توجه فوج بوكريكشن إلى محاربة الوحدات الألمانية المقاتلة ديسك 51 وديسك 3 '. وشهدت المنطقة بعض المعارك الأكثر سخونة في الجبهة الشرقية، مع أشتباكات يومية وصلت إلى 200 طائرة في الجو.واستخدم بوكريكشن في تلك الاشتبلاكات أغلب تكتيكاته المبتكرة والتي حقق فيها انتصارات كبيرة.و في أرض كوبات أيضا حصل فوج بوكريكشن على محطات رادار محمولة والتي اثبتت نجاحات كبيرة في المعارك الدائرة لما تعطيه من معلومات فورية عن الحدثيات والمواقع كبيرا.
في أوائل يناير \كانون الثاني عام 1943، تم إرسال ما بين 16 إلى 25 طائرات جياب انطلقت بالقرب من الحدود الإيرانية، مع إعادة تجهيز طائرات جديدة، وأيضا وصل عدد من الطيارين الجدد إلى فوج بوكريكشن. وكان العديد من هؤلاءيتم نقلهم عبر إيران لأمان تلك المنطقة وبعدها عن الجبهة. في إحدى تلك المهام كلف بوكريكشن مع عدد من الطائرين بنقل تلك الطائرات من إيران إلى الاتحاد السوفيتي.وفي شباط / فبراير 1944 ،عرض على بوكريكشن وضيفة مكتبية هي إدارة تدريب الطيارين مع ترقيته، ورفض العرض على الفور، وبقي في فوجه القديمة ورتبته القديمة. بيد انه لم تحلق أي ما يقارب. في حزيران / يونيو 1944، تمت ترقيته إلى رتبة عقيد وإدارة قيادة طيران الحرس شعبة 9.
يوم 19 أغسطس1944، حصل على جائزة النجمة الذهبيةو بطل الاتحاد السوفيتي للمرة الثالثة. وكان أول شخص يحصل على لقب بطل الأتحاد السوفيتي ثلاث مرات، وهو الجندي الوحيد السوفيتي الذي منح هذا اللقب في زمن الحرب.

## بعد الحرب
عند انتهاء الحرب العالمية الثانية، وجد بوكريكشن نفسه منبوذا بسبب تفضيل الحرب وقته حيث كانت القوات الجوية لا تأخذ حيزا كبيرا في تلك الفترة مقارنة مع الوحدات العسكرية الأخرى.ورفض أن يقوم بتمجيد برجنيف الذي استلم القيادة بعد ستالين.
كتب بوكريكشن عدة كتب عن الطيران واستراتجية القتال الجوي ومذكراته ترجمت إلى لغات عدة وله كتاب باللغة العربية اسمه سماء المعركة وهو عبارة عن مذكراته أثناء الحرب.. توفي بوكريكشن في 13 نوفمبر من عام 1985 عن عمر يناهز ال 72. ودفن في مدينته نوفوسيبيرسك، ويوجد له تمثال في مدينته كتب عليه اسمه تكريما له.

## الطائرات التي قادها بوكريكشن
1. - ميج 3
2. -بيل اف 39
3. -ولف 190
4. -ياك 3
5. -ياك5

### وصلات خارجية
قصة حياة بوكريكشن مع الصور
الطيار الكسندر بوكريكشن[وصلة مكسورة]
- Pokryshkin's tactic drawings
- Pokryshkin's tactic drawings 2
- Juszczak, Artur and Pęczkowski, Robert. Bell P-39 Airacobra. Sandomierz, Poland/Redbourn, UK: Mushroom Model Publications, 2003. ISBN 83-916327-9-2.
- Loza, Dmitriy and Gebhardt, James F. (transl.). Attack of the Airacobras: Soviet Aces, American P-39s & the War Against Germany. Lawrence, Kansas: University Press of Kansas, 2002. ISBN 0-7006-1140-1.
- Mellinger, George and Stanaway, John. P-39 Airacobra Aces of World War 2. Botley, Oxford, UK: Osprey Publishing Ltd., 2001. ISBN 1-84176-204-0.
- Mellinger, George, " Soviet Lend-Lease Aces of World War 2". Botley Oxfort, UK: Osprey Publishing, Ltd., 2006

ISBN 1-84603-041-2
- Roman, V.، "Aerokobrui Vstupayout V Boi" ("The Airacobras Enter Into Battle"), {Cyrillic}, [Fighter Series], Kiev, Ukraine, 1993: Kiyev-skaya Fabrika Drukovanoy reklamy, 1993,

later SPD Romanenko, V.D., ISBN 5-77075170-03.
- from Translation by D.C. Montgomery via Ray Wagner, "The Airacobra Aircraft in Soviet Aviation" (partial translation of unit battle histories, "Aerokobrui Vstupayut V Boi"), American Aviation Historical Society Journal, Volume 43 Number 4, Winter 1998, Publication Number 0130-930, Santa Ana, California.

Roman, V., "Aerokobrui Nad Kubanyu" ["Aerokobras Over the Kuban"] {Cyrillic}, Kiev, Ukraine, SPD Romanyenko, V.D.. ("Avia'Retro") [Fighter Series], 2006 ISBN 966-95807-3-0
- Morgan, Hugh. Soviet Aces of World War 2. London: Reed International Books Ltd., 1998. ISBN 1-85532-632-9.